# Ragnar Huss
Ragnar Helmer Huss (i riksdagen kallad Huss i Malmö), född 24 oktober 1897 i Skellefteå, död 14 februari 1967 i Malmö, var en svensk läkare och politiker (folkpartist).
Ragnar Huss, som var son till en arkivarie, blev medicine doktor vid Stockholms högskola 1933 och verkade som docent i hygien vid Lunds universitet 1936–1963. Han var förste stadsläkare i Malmö 1935–1965 och tilldelades professors namn 1958. I Malmö var han ledamot i stadsfullmäktige 1947–1948 och ordförande i stadens folkpartiavdelning 1946–1956.
Han var riksdagsledamot 1949–1957, åren 1949–1952 i andra kammaren för fyrstadskretsen och 1953–1957 i första kammaren för Malmöhus läns valkrets. I riksdagen var han bland annat ledamot i andra lagutskottet 1954-1957. Han var flitigt engagerad i hälso- och sjukvårdspolitik. I riksdagen skrev han 124 egna motioner främst om frågor kring hälso- och sjukvård, t ex livsmedelskontroll, medicinsk forskning och fostran genom kroppsövningar.
Ragnar Huss är begravd på Limhamns kyrkogård i Malmö.